# متروریل (شهرستان میامی-دید)
متروریل (انگلیسی: Metrorail) سیستم قطار شهری در شهر میامی و شهرستان میامی-دید، ایالات متحده آمریکا است.
این قطار شهری در سال ۱۹۸۴ تأسیس شده و دارای ۲ خط، ۲۳ ایستگاه و ۳۹٫۳ کیلومتر طول می‌باشد.

## نقشه

نقشه متروریل

## نگارخانه

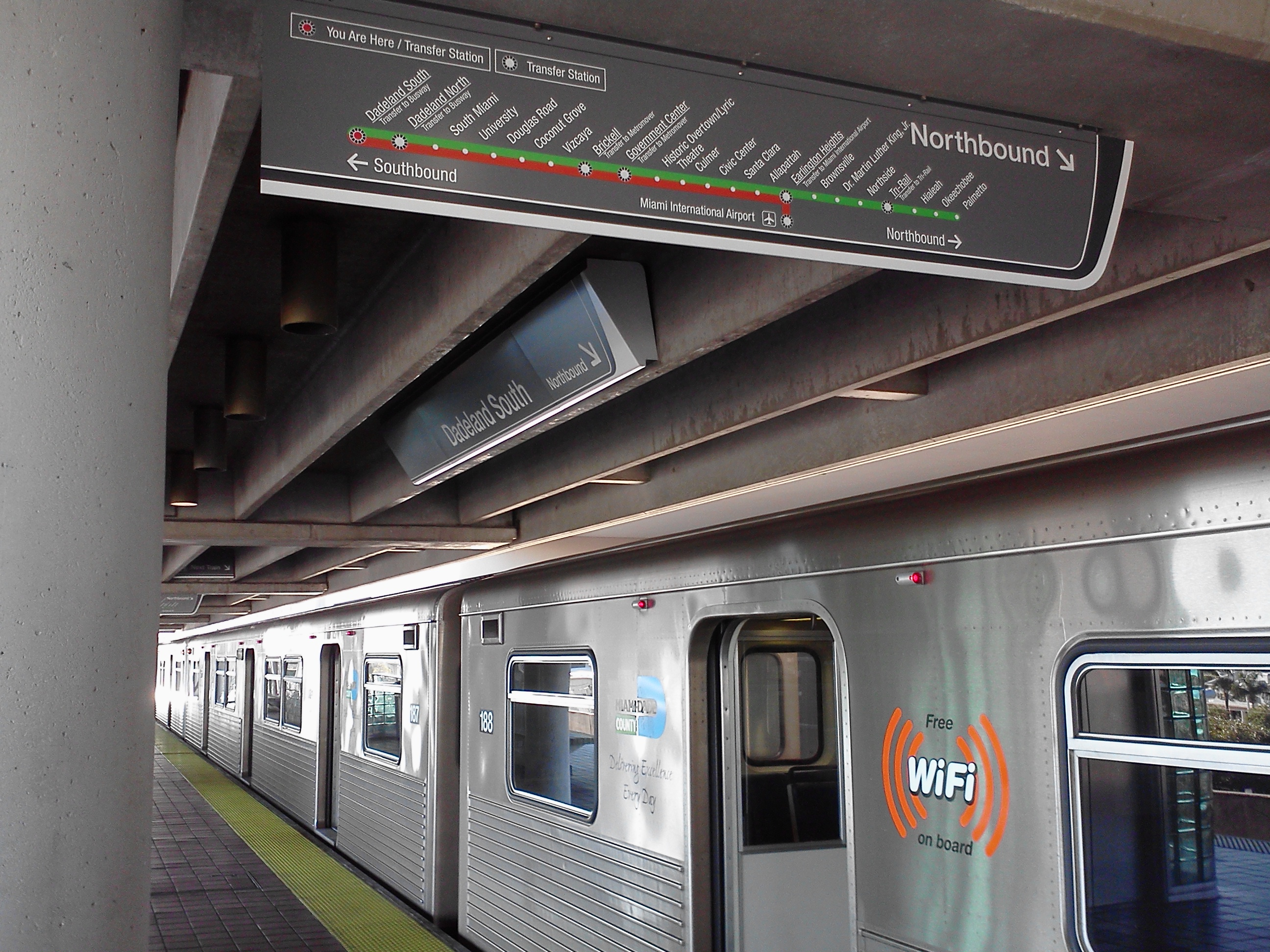
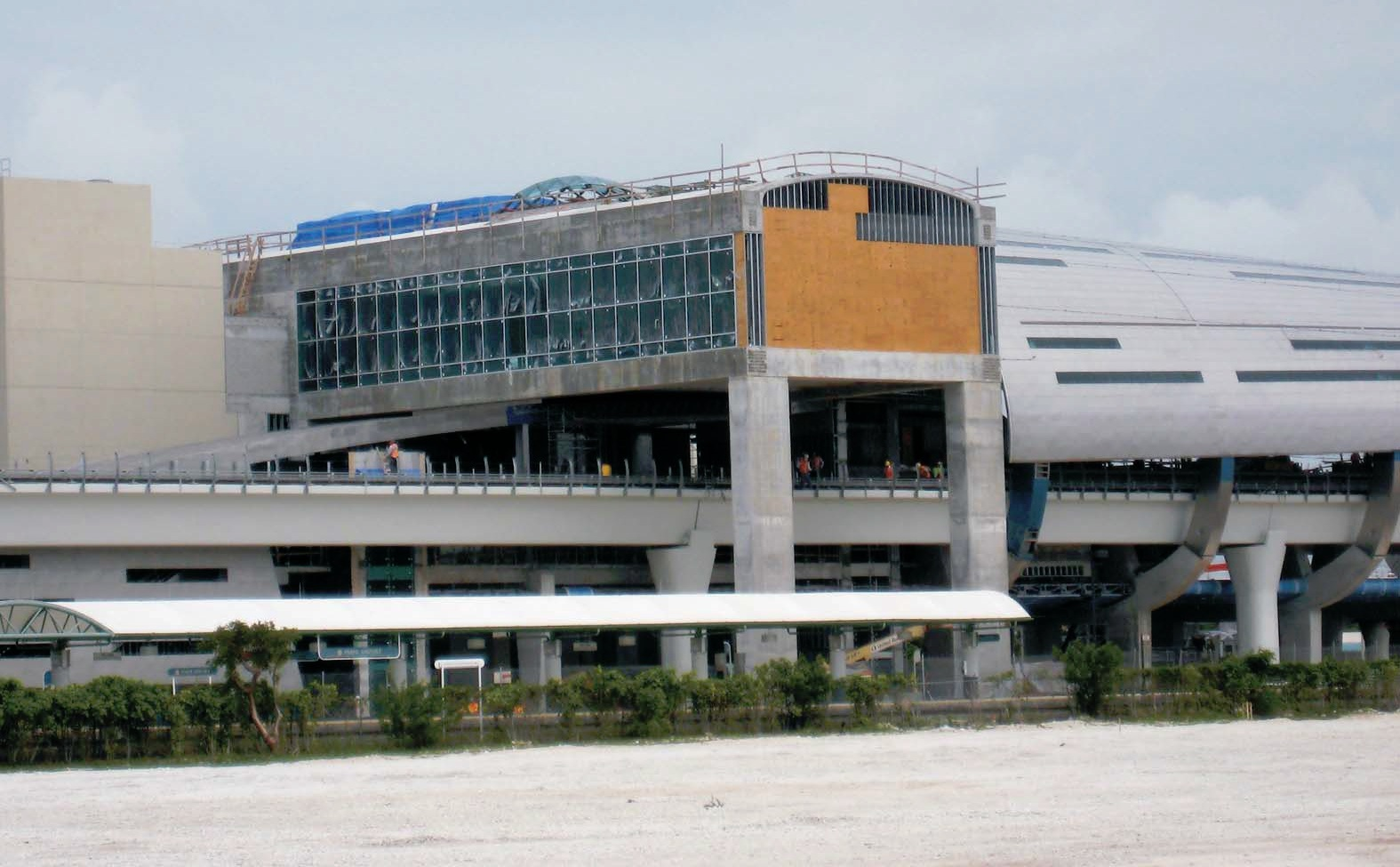
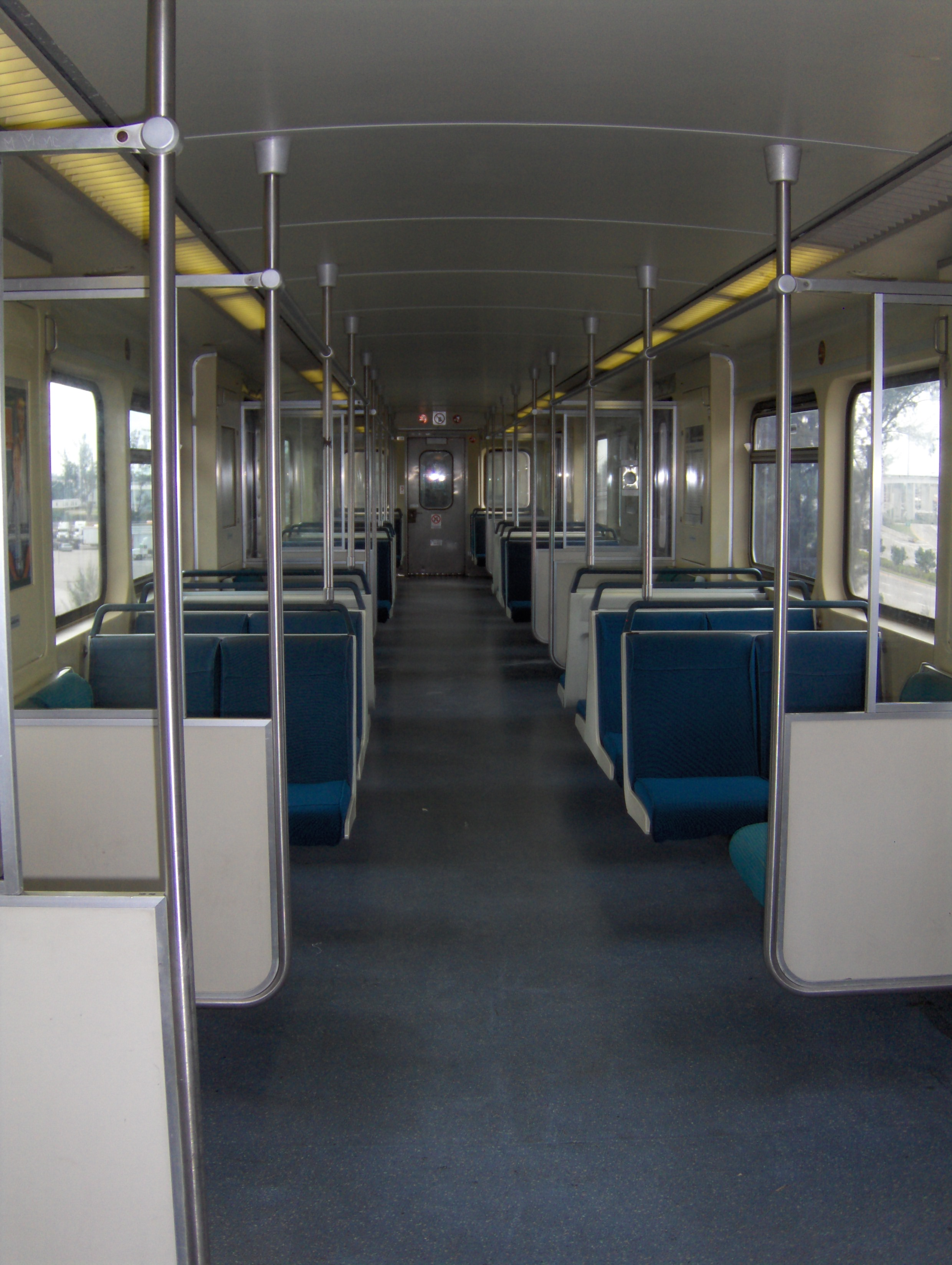
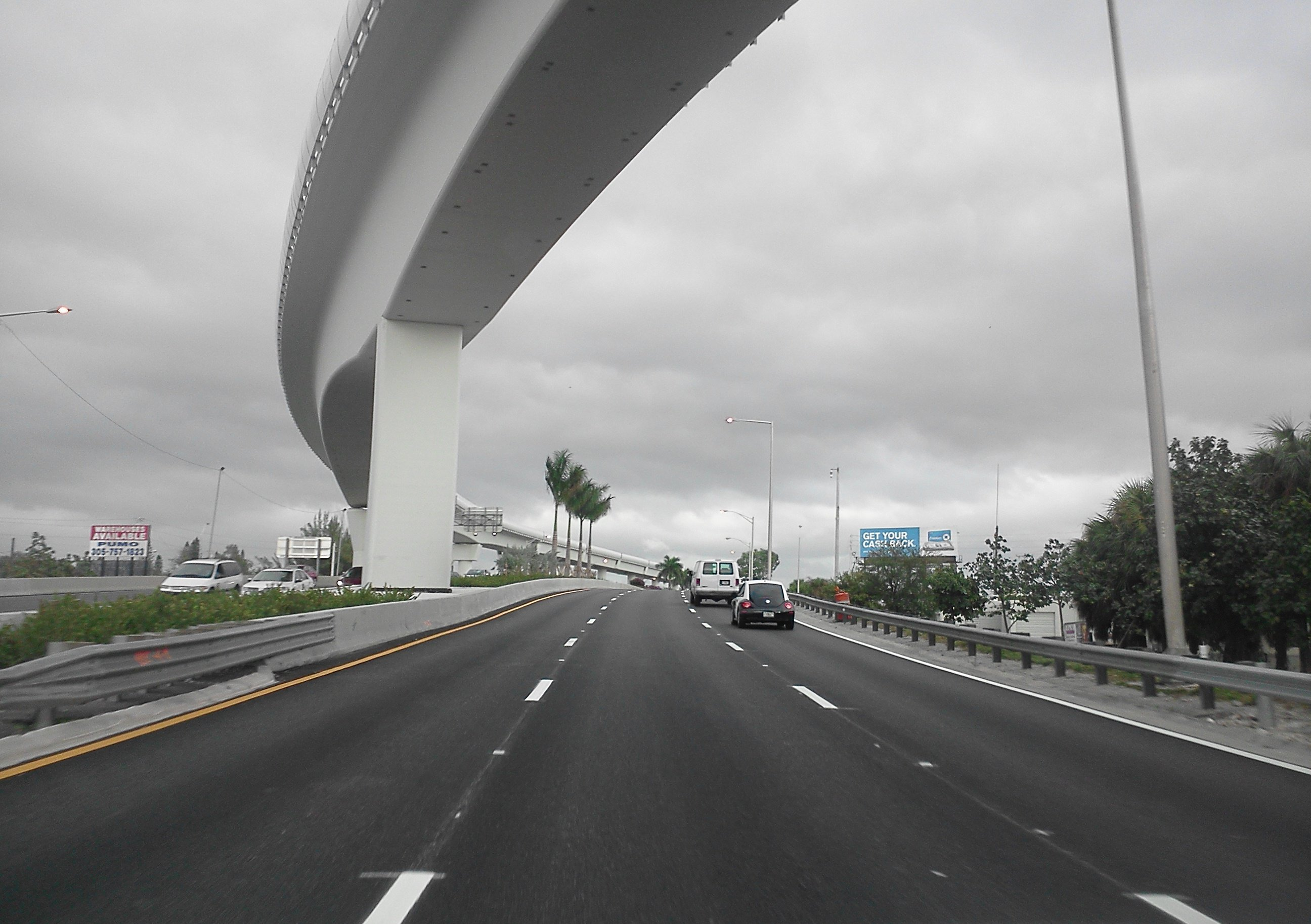
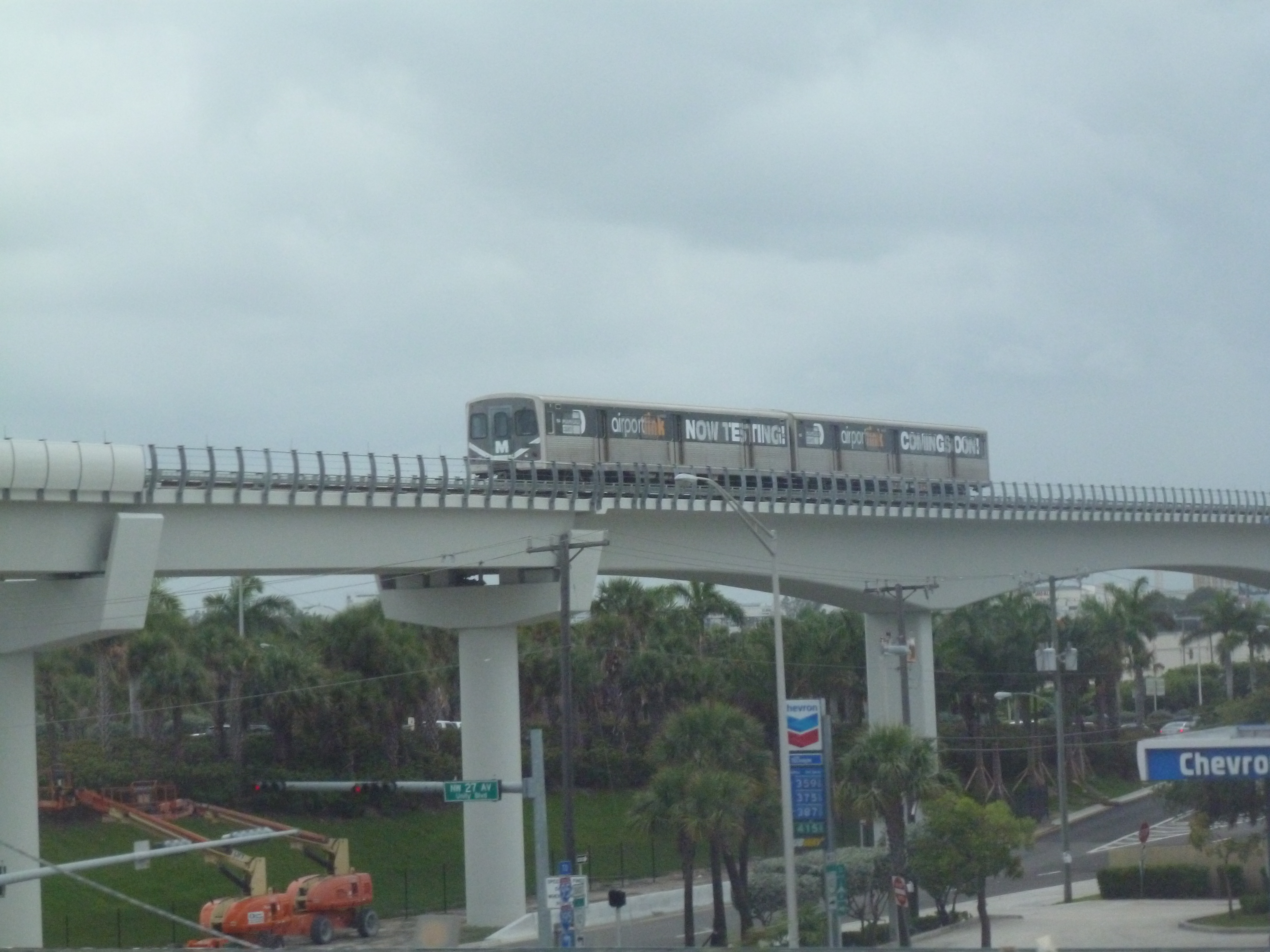
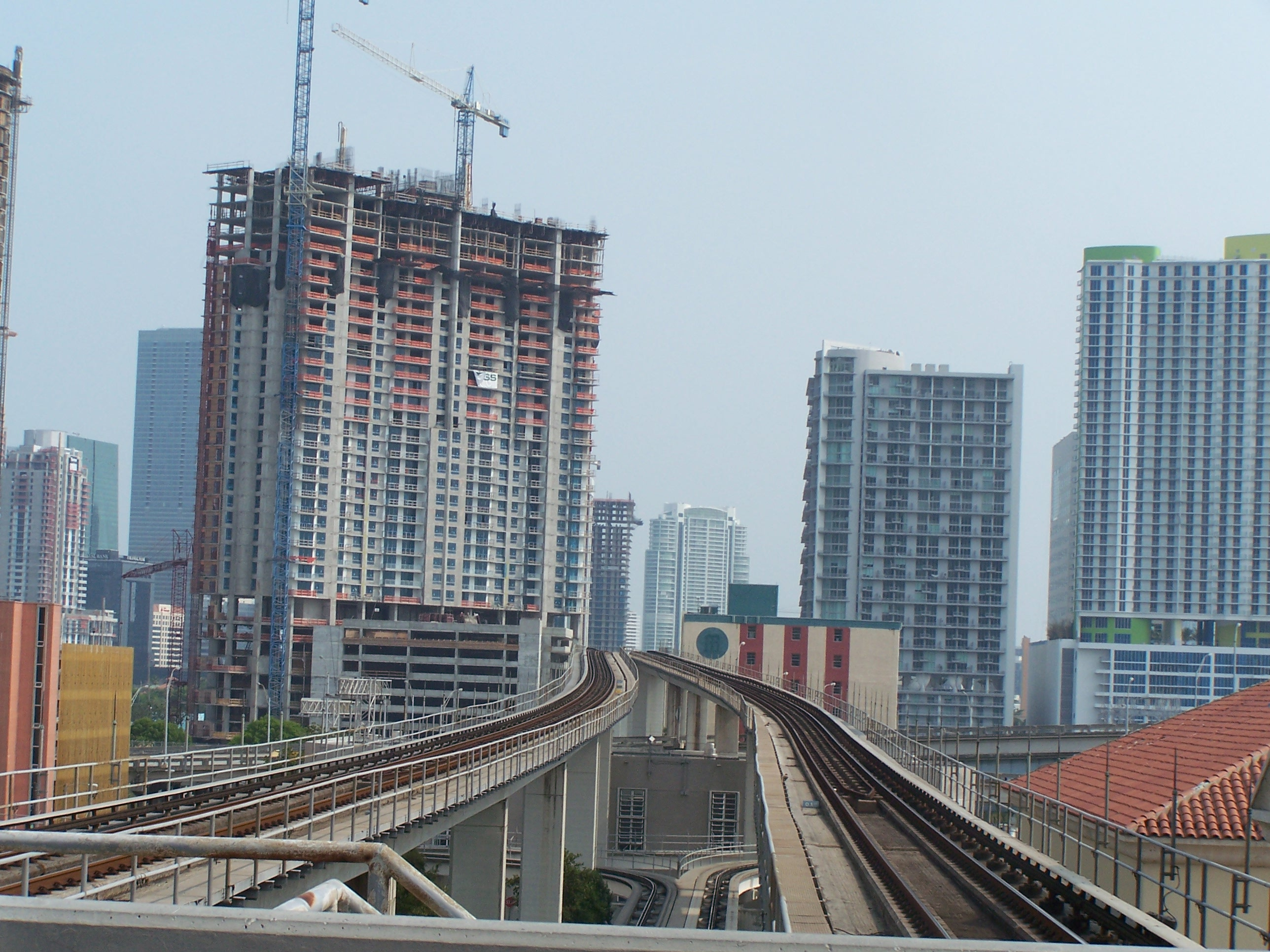
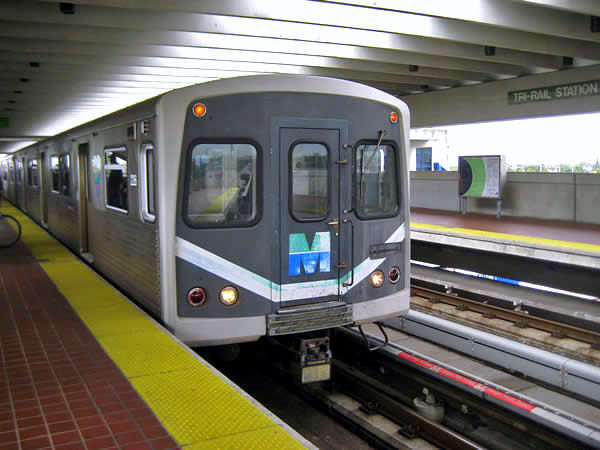
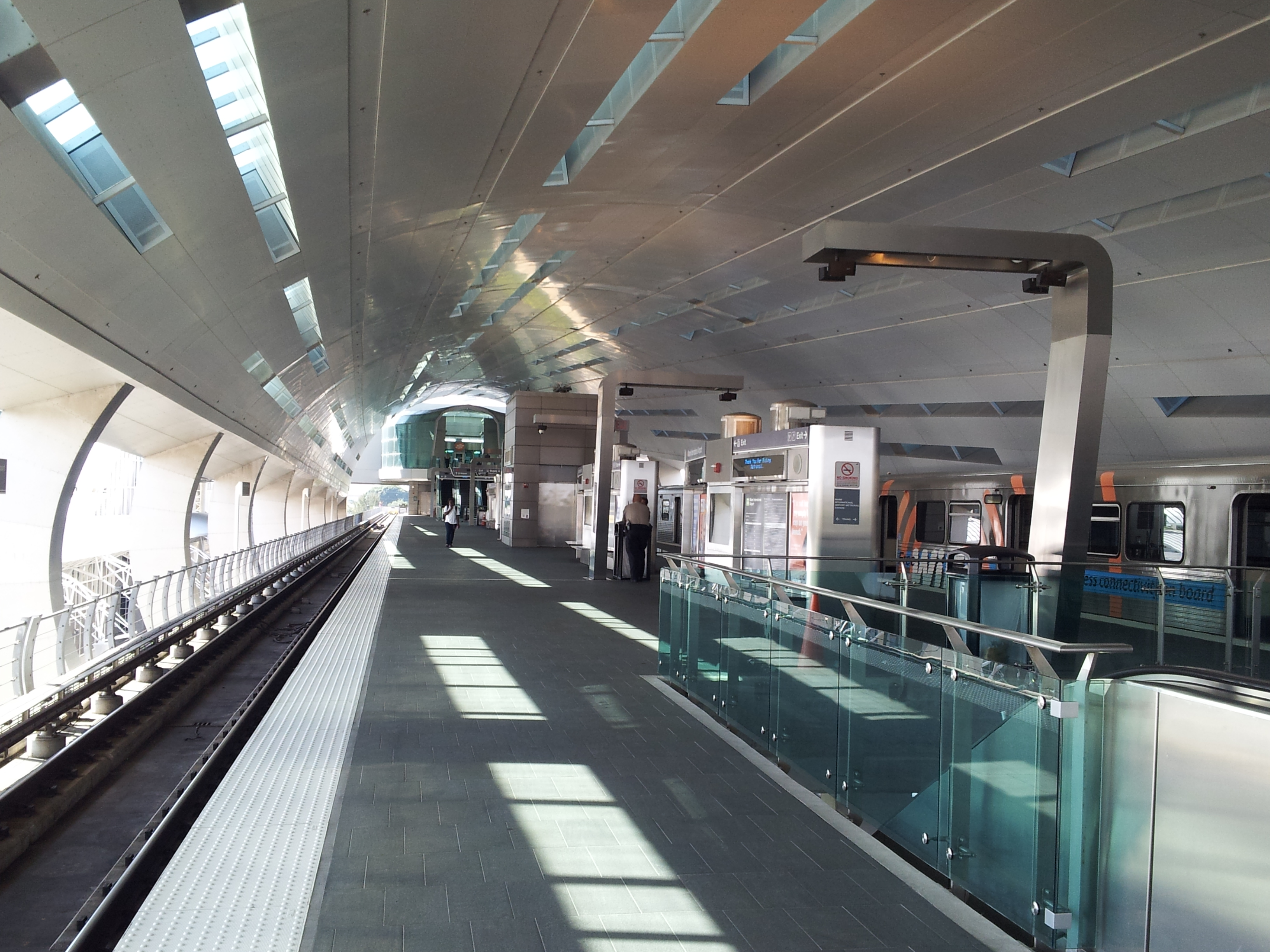

## توضیحات
1. ↑   *Where the Green and Orange lines run together. No service from approximately 12 a.m. to 5 a.m.